# Sífutás az 1994. évi téli olimpiai játékokon
Az 1994. évi téli olimpiai játékokon a sífutás versenyszámait Lillehammerben rendezték február 13. és 27. között.

## Részt vevő nemzetek
A versenyeken 35 nemzet 197 sportolója vett részt.
- Ausztrália (AUS) (2)
- Ausztria (AUT) (1)
- Bosznia-Hercegovina (BIH) (1)
- Bulgária (BUL) (4)
- Csehország (CZE) (11)
- Dánia (DEN) (2)
- Dél-Korea (KOR) (2)
- Egyesült Államok (USA) (16)
- Észtország (EST) (10)
- Fehéroroszország (BLR) (9)
- Fidzsi-szigetek (FIJ) (1)
- Finnország (FIN) (13)
- Franciaország (FRA) (10)
- Görögország (GRE) (3)
- Horvátország (CRO) (2)
- Izland (ISL) (2)
- Japán (JPN) (7)
- Kanada (CAN) (1)
- Kazahsztán (KAZ) (10)
- Lengyelország (POL) (5)
- Lettország (LAT) (2)
- Liechtenstein (LIE) (2)
- Litvánia (LTU) (2)
- Nagy-Britannia (GBR) (1)
- Németország (GER) (5)
- Norvégia (NOR) (13)
- Olaszország (ITA) (12)
- Oroszország (RUS) (13)
- Románia (ROU) (2)
- Spanyolország (ESP) (3)
- Svájc (SUI) (10)
- Svédország (SWE) (13)
- Szlovákia (SVK) (5)
- Törökország (TUR) (1)
- Ukrajna (UKR) (1)

## Éremtáblázat
(A rendező nemzet csapata eltérő háttérszínnel, az egyes számoszlopok legmagasabb értéke, vagy értékei vastagítással kiemelve.)
| Az 1994. évi téli olimpiai játékok éremtáblázata sífutásban | Az 1994. évi téli olimpiai játékok éremtáblázata sífutásban | Az 1994. évi téli olimpiai játékok éremtáblázata sífutásban | Az 1994. évi téli olimpiai játékok éremtáblázata sífutásban | Az 1994. évi téli olimpiai játékok éremtáblázata sífutásban | Olimpia  |
| ----------------------------------------------------------- | ----------------------------------------------------------- | ----------------------------------------------------------- | ----------------------------------------------------------- | ----------------------------------------------------------- | -------- |
|                                                             | Ország                                                      | Arany                                                       | Ezüst                                                       | Bronz                                                       | Összesen |
| 1.                                                          | Norvégia (NOR)                                              | 3                                                           | 4                                                           | 1                                                           | 8        |
| 2.                                                          | Olaszország (ITA)                                           | 3                                                           | 2                                                           | 4                                                           | 9        |
| 3.                                                          | Oroszország (RUS)                                           | 3                                                           | 1                                                           | 1                                                           | 5        |
| 4.                                                          | Kazahsztán (KAZ)                                            | 1                                                           | 2                                                           | 0                                                           | 3        |
|                                                             |                                                             |                                                             |                                                             |                                                             |          |
| 5.                                                          | Finnország (FIN)                                            | 0                                                           | 1                                                           | 4                                                           | 5        |
|                                                             |                                                             |                                                             |                                                             |                                                             |          |
| Összesen                                                    | Összesen                                                    | 10                                                          | 10                                                          | 10                                                          | 30       |

## Érmesek

### Férfi
| Az 1994. évi téli olimpiai játékok érmesei férfi sífutásban |                                                                                           |           |                                                                                   |           |                                                                                    |           |
| Versenyszám                                                 | Arany                                                                                     | Arany     | Ezüst                                                                             | Ezüst     | Bronz                                                                              | Bronz     |
| 10 km                                                       | Bjørn Dæhlie · Norvégia (NOR)                                                             | 24:20,1   | Vlagyimir Szmirnov · Kazahsztán (KAZ)                                             | 24:38,3   | Marco Albarello · Olaszország (ITA)                                                | 24:42,3   |
| 30 km                                                       | Thomas Alsgaard · Norvégia (NOR)                                                          | 1:12:26,4 | Bjørn Dæhlie · Norvégia (NOR)                                                     | 1:13:13,6 | Mika Myllylä · Finnország (FIN)                                                    | 1:14:14,5 |
| 50 km                                                       | Vlagyimir Szmirnov · Kazahsztán (KAZ)                                                     | 2:07:20,3 | Mika Myllylä · Finnország (FIN)                                                   | 2:08:41,9 | Sture Sivertsen · Norvégia (NOR)                                                   | 2:08:49,0 |
| 15 km, üldözőverseny                                        | Bjørn Dæhlie · Norvégia (NOR)                                                             | 35:48,8   | Vlagyimir Szmirnov · Kazahsztán (KAZ)                                             | 36:18,0   | Silvio Fauner · Olaszország (ITA)                                                  | 37:28,6   |
| 4 × 10 km, váltó                                            | Olaszország (ITA) · Maurilio De Zolt · Marco Albarello · Giorgio Vanzetta · Silvio Fauner | 1:41:15,0 | Norvégia (NOR) · Sture Sivertsen · Vegard Ulvang · Thomas Alsgaard · Bjørn Dæhlie | 1:41:15,4 | Finnország (FIN) · Mika Myllylä · Harri Kirvesniemi · Jari Räsänen · Jari Isometsä | 1:42:15,6 |

### Női
| Az 1994. évi téli olimpiai játékok érmesei női sífutásban |                                                                                          |           |                                                                                                  |           |                                                                                              |           |
| Versenyszám                                               | Arany                                                                                    | Arany     | Ezüst                                                                                            | Ezüst     | Bronz                                                                                        | Bronz     |
| 5 km                                                      | Ljubov Jegorova · Oroszország (RUS)                                                      | 14:08,8   | Manuela Di Centa · Olaszország (ITA)                                                             | 14:28,3   | Marja-Liisa Kirvesniemi · Finnország (FIN)                                                   | 14:36,0   |
| 15 km                                                     | Manuela Di Centa · Olaszország (ITA)                                                     | 39:44,5   | Ljubov Jegorova · Oroszország (RUS)                                                              | 41:03,0   | Nyina Gavriljuk · Oroszország (RUS)                                                          | 41:10,4   |
| 30 km                                                     | Manuela Di Centa · Olaszország (ITA)                                                     | 1:25:41,6 | Marit Wold-Mikkelsplass · Norvégia (NOR)                                                         | 1:25:57,8 | Marja-Liisa Kirvesniemi · Finnország (FIN)                                                   | 1:26:13,6 |
| 10 km, üldözőverseny                                      | Ljubov Jegorova · Oroszország (RUS)                                                      | 27:30,1   | Manuela Di Centa · Olaszország (ITA)                                                             | 27:38,4   | Stefania Belmondo · Olaszország (ITA)                                                        | 28:13,1   |
| 4 × 5 km, váltó                                           | Oroszország (RUS) · Jelena Välbe · Larisza Lazutyina · Nyina Gavriljuk · Ljubov Jegorova | 57:12,5   | Norvégia (NOR) · Trude Dybendahl-Hartz · Inger Helene Nybråten · Elin Nilsen · Anita Moen-Guidon | 57:42,6   | Olaszország (ITA) · Bice Vanzetta · Manuela Di Centa · Gabriella Paruzzi · Stefania Belmondo | 58:42,6   |